# Streblus anthropophagorum
Streblus anthropophagorum är en mullbärsväxtart som först beskrevs av Berthold Carl Seemann, och fick sitt nu gällande namn av Edred John Henry Corner. Streblus anthropophagorum ingår i släktet Streblus och familjen mullbärsväxter. Inga underarter finns listade i Catalogue of Life.